# Johan Albert Ankum

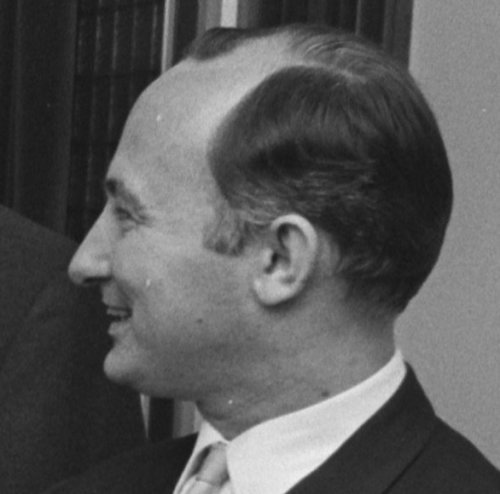
J.A. Ankum (1970)

Johan Albert Ankum, auch: Hans Ankum, (* 23. Juli 1930 in Amsterdam; † 3. Juni 2019) war ein niederländischer Rechtswissenschaftler und Rechtshistoriker.

## Leben
Hans Ankum studierte niederländisches Recht an der Universität Amsterdam. Nachdem er am 15. Dezember 1953 sein juristisches Examen abgeschlossen hatte, setzte er seine Ausbildung in Paris fort. In die Niederlande zurückgekehrt, erhielt er am 1. September 1960 in Amsterdam einen Lehrauftrag für Juristische Papyrologie, den er bis zum 25. November 1965 ausführte. Am 29. Juni 1962 promovierte er in Amsterdam mit der Arbeit De geschiedenis der „actio Pauliana“ unter Hendrik Richard Hoetink (1900–1963) zum Doktor der Rechtswissenschaften.
Am 20. Februar 1963 wurde Ankum zum Professor der Rechtswissenschaften, mit dem Schwerpunkt auf den Grundlagen des römischen und älteren niederländischen Rechts, an die Universität Leiden berufen. Dieses ihm übertragene Amt trat er am 1. März 1963 an und hielt am 31. Januar 1964 seine Einführungsrede De voorouders van een boze fee (frei deutsch übersetzt: Die Vorfahren von einer bösen Fee), außerdem hatte er in Leiden am 5. November 1965 eine außerordentliche Professur für den Zeitraum von drei Jahren übertragen bekommen, in der er die Grundlagen des römischen Rechts unterrichtete.
Ihn zog es aber mehr nach Amsterdam, wo er bald darauf am 15. November 1965 eine ordentliche Professur für das römische Recht, die historische Entwicklung der Rechtsprechung und der juristischen Papyrologie übertragen bekam. Zwar war er noch mal vom 15. November 1968 bis 31. Dezember 1968 in Leiden verpflichtet worden, jedoch blieb seine Hauptwirkungsstelle Amsterdam. Bis zu seiner Emeritierung am 1. August 1995 verfasste er eine Vielzahl von literarischen Abhandlungen, war zwei Mal (1976–1978 sowie 1989–1991) Dekan der juristischen Fakultät und in den Jahren 1979 und 1984/85 Prorektor der Alma Mater.
Auch international hatte er sich als vorzüglicher Kenner der europäischen Rechtsgeschichte und des römischen Rechts einen ausgezeichneten Ruf erworben. So fand Ankum 1986 Aufnahme als Mitglied in die Königlich-Niederländische Akademie der Wissenschaften, ebenso in die italienische Accademia Romanistica Constantiniana in Perugia und in die französische Société d'Histoire du Droit in Paris. Außerdem wurde er am 28. November 1986 Ehrendoktor der Universität Aix-Marseille, am 28. Juni 1995 Ehrendoktor der Ruhr-Universität Bochum und Ehrendoktor der Vrije Universiteit Brussel.

## Werke (Auswahl)
- Compte rendu de l'ouvrage de D. Cohen "Schets van het Notariaat in het oude Egypte". 1956
- "Interdictum fraudatorium" et "restitutio in integrum ob fraudem. 1964
- De voorouders van een tweehoofdig twistziek monster: beschouwingen over de hist. ontwikkeling van het beding ten behoeve van een derde; rede, uitgesproken bij de aanvaarding ... aan de Universiteit van Amsterdam op maandag 13 februari 1967. 1967
- Symbolae iuridicae et historicae Martino David dedicatae. 1968
- Mini-plakaatboek Zeven van de belangrijkste wetten uit het oud-vaderlandse recht. 1968
- Plus est en vous. Opstellen over recht en cultuur. Aangeboden aan Prof. Mr. A. Pitlo ter gelegenheid van zijn 25-jarig hoogleraarschap. 1970
- Romeinsrechtelijk handwoordenboek. 1973
- Cessation de la minorité: études sur le statut juridique des enfants mineurs dans l'histoire du droit privé néerlandais à partir du treizième siècle. 1976
- Rechtsgeleerde opstellen. 1982
- "L'actio de pauperie" et "L'actio legis Aquiliae" dans le droit romain classique. 1982
- Gaius, Theophilus and Tribonian and the "actiones mixtae". 1983
- La responsabilità del creditore pignoratizio nel diritto romano classico. 1983
- Das Ziel der "actio empti" nach Eviktion. 1985
- Studia Amstelodamensia ad epigraphicam, ius antiquum et papyrologicam pertinentia. 1986
- Opera selecta : études de droit romain et d'histoire du droit. 1986
- Mélanges Felix Wubbe : offerts par ses collègues et ses amis à l'occasion de son soixante-dixième anniversaire. 1993
- Études dédiées à Hans Ankum à l'occasion de son 65e anniversaire. 1995, 2. Bde.
- Extravagantes: scritti sparsi sul diritto romano. 2007